# Zouari (fleuve)
Le Zouari (en konkani: जुवारी Zuvari), est un fleuve côtier de l’Inde qui se jette dans la mer d'Arabie. Principale voie fluviale de l’état de Goa qu’il parcourt du sud-est en ouest, il a une longueur de 92 km. 

## Géographie
Le Zouari prend sa source aux environs de Hemad-Barshem sur le versant occidental des Ghats occidentaux. Dans sa partie supérieure il est également appelé Aghanashani. Il coule dans la direction ouest et traverse les talukas de Sanguem, Quepem, Salcete, Ponda, Mormugao et Tiswadi avant de se jeter dans la mer d'Arabie.
Long de quelque 92 kilomètres le Zouari est relié au Mandovi, autre fleuve de Goa, par le canal de Cumbarjuem, qui a 15 km de long. Les autres fleuves de Goa, tous beaucoup plus courts, sont les Chapora (29 km), Terekhol (22 km), Sal (16 km), Talpona (11 km), Baga (5 km), et Galgibag (4 km). Tous sont très influencés par les forts courants maritimes. 
Le Zouari et le Mandovi, plus au nord, forment un estuaire double qui a une place importante dans la vie économique, agricole et industrielle de Goa. Le canal de Cumbarjuem qui relie les deux fleuves permet aux navires de pénétrer dans les régions intérieures du pays et en exporter ses minerais. Les deux fleuves se jettent dans la mer d’Arabie à un point commun appelé ’Cabo Aguada’. 
La principale ville portuaire de Goa, Vasco da Gama, se trouve à l’embouchure du Zouari (rive gauche).